# Dylan Moscovitch
Dylan Moscovitch (Toronto, 23 de septiembre de 1984) es un deportista canadiense que compitió en patinaje artístico, en la modalidad de parejas. Participó en los 2014, obteniendo una medalla de plata en la prueba de equipo.

## Palmarés internacional
| Juegos Olímpicos | Juegos Olímpicos | Juegos Olímpicos | Juegos Olímpicos |
| Año              | Lugar            | Medalla          | Prueba           |
| ---------------- | ---------------- | ---------------- | ---------------- |
| 2014             | Sochi (Rusia)    | Medalla de plata | Equipo           |